# لیندر-باس
لیندر-باس (به فرانسوی: Lindre-Basse) یک کمون در فرانسه است که در Canton of Dieuze واقع شده‌است.

## خصوصیات
لیندر-باس ۸٫۲۸ کیلومترمربع مساحت و ۲۳۱ نفر جمعیت دارد و ۲۱۰ متر بالاتر از سطح دریا واقع شده‌است.